# Audrius Klimas
Audrius Klimas (* 15. April 1956 in Klaipėda) ist ein litauischer Grafik-Designer. Er ist Professor und Rektor der Kunstakademie Vilnius.

## Leben
Klimas absolvierte 1979 das Studium am Valstybinis dailės institutas. Seit 1989 lehrt er am Lehrstuhl für Design und ist seit 2004 Studiengangsleiter für Grafikdesign. Seit 1998 ist Klimas Dozent und seit 2007 Professor. Im Jahr 2010 wurde er Prorektor für Studium, im Jahr darauf Rektor. Seit 2002 ist er Designer bei UAB „Olifėja“.
Er ist verheiratet mit Audronė und hat zwei Töchter, Indrė und Laura.